# 2005年J2最終節
2005年J2最終節では、主に2005年に行われたJリーグ ディビジョン2 (J2) 第44節での、ヴァンフォーレ甲府とベガルタ仙台との入れ替え戦進出条件となる3位争いについて記載する。
なお、本記事ではJ1昇格を果たした京都パープルサンガとアビスパ福岡の動向や、J2の3位チームが出場したJ1・J2入れ替え戦についても併せて記載する。

## 最終戦までの経緯
J2全体では前評判どおり京都が独走していたが2位以降は混戦で、3位の札幌から9位の水戸まで勝ち点差が6の中に7チームがひしめき合う状態で前半戦を折り返した。シーズン後半も勢いが止まらず首位を独走していた京都は第37節に水戸ホーリーホックを3-1で下し、自動昇格となる年間2位以内を決めた。
| 順位 | クラブ名           | 勝点 | 勝 | 分 | 負 | 得点 | 失点 | 差  |
| ---- | ------------------ | ---- | -- | -- | -- | ---- | ---- | --- |
| 1    | 京都パープルサンガ | 87   | 27 | 6  | 6  | 78   | 34   | +44 |
| 2    | アビスパ福岡       | 67   | 18 | 13 | 8  | 62   | 43   | +19 |
| 3    | ヴァンフォーレ甲府 | 62   | 17 | 11 | 10 | 72   | 53   | +19 |
| 4    | ベガルタ仙台       | 60   | 17 | 9  | 13 | 60   | 44   | +16 |
| 5    | コンサドーレ札幌   | 56   | 15 | 11 | 13 | 45   | 46   | -1  |
| 6    | モンテディオ山形   | 54   | 13 | 15 | 11 | 46   | 41   | +5  |

### 第40節・第41節
第39節終了後、甲府は天皇杯でJ1のジェフ千葉相手にフルメンバーで120分間戦ったことが影響したのか、天皇杯から中2日でおこなわれた40節の水戸戦では2人の退場者を出したこともあり、0-3と大敗。一方、仙台は草津を1-0で下し 前節の4位から3位に順位を上げ順位を甲府を逆転した。甲府は翌41節の山形戦もスコアレスドローに終わり、2位福岡が40節に続き勝利したため自動昇格の2位以内が絶望的となった。
| 順位 | クラブ名           | 勝点 | 勝 | 分 | 負 | 得点 | 失点 | 差  |
| ---- | ------------------ | ---- | -- | -- | -- | ---- | ---- | --- |
| 1    | 京都パープルサンガ | 93   | 28 | 7  | 6  | 83   | 38   | +45 |
| 2    | アビスパ福岡       | 73   | 20 | 13 | 8  | 67   | 43   | +24 |
| 3    | ベガルタ仙台       | 64   | 18 | 10 | 13 | 62   | 45   | +17 |
| 4    | ヴァンフォーレ甲府 | 63   | 17 | 12 | 11 | 72   | 56   | +16 |
| 5    | コンサドーレ札幌   | 57   | 15 | 12 | 14 | 48   | 52   | -4  |
| 6    | モンテディオ山形   | 55   | 13 | 16 | 12 | 48   | 45   | +3  |

### 第42節
甲府と仙台は第42節を同じ11月23日に迎え、3位の仙台はホーム仙台スタジアムで水戸と、勝ち点差1の4位の甲府は札幌ドームで5位の札幌と対戦した。
札幌と甲府の試合はまず前半19分に札幌のFW清野智秋が先制点を挙げるが、甲府も前半39分に長谷川のゴールで追いつき1-1で前半を折り返す。後半開始早々の48分、札幌のMF砂川誠がゴールを決め1-2と逆転。その後甲府も攻めるものの、連戦の疲れからか思うように得点を挙げられず後半ロスタイムに突入する。その頃、仙台は水戸に3-0で勝利していた。この時点で札幌のJ1昇格の可能性が消滅。また甲府もこのまま負けると仙台との勝ち点差が残り2試合で4に広がり、昇格の可能性が絶望的になってしまう。
しかしロスタイムに入って間もなく、甲府はパスを受けた長谷川が右サイドでDFをかわしてゴールを決め2-2の同点とする。勝利を目前として追いつかれ、また昇格の可能性が消えたことを知った札幌守備陣がここで落胆。それから間もなくして、右側から甲府MF藤田健がゴールめがけてロングパスを送る。そこへ後半途中から入った須藤が頭で押し込み3-2と逆転。更にクリアボールを処理しようとした札幌GK林卓人が蹴ったボールはミスキックとなって味方DFに当たり、流れたボールを須藤が押し込み4-2とし試合終了。甲府は土壇場での大逆転で、3位仙台との勝ち点差は1のまま残り2試合を戦うことになった。
この節、福岡が徳島ヴォルティスと引き分けて2位以内が確定し自動昇格を決めた一方で、山形はザスパ草津に勝利したが仙台が勝ったため札幌とともに昇格の可能性が消滅した。
| 順位 | クラブ名           | 勝点 | 勝 | 分 | 負 | 得点 | 失点 | 差  |
| ---- | ------------------ | ---- | -- | -- | -- | ---- | ---- | --- |
| 1    | 京都パープルサンガ | 94   | 29 | 7  | 6  | 87   | 38   | +49 |
| 2    | アビスパ福岡       | 74   | 20 | 14 | 8  | 67   | 43   | +24 |
| 3    | ベガルタ仙台       | 67   | 19 | 10 | 13 | 65   | 45   | +20 |
| 4    | ヴァンフォーレ甲府 | 66   | 18 | 12 | 11 | 76   | 58   | +18 |
| 5    | モンテディオ山形   | 58   | 14 | 16 | 12 | 52   | 45   | +7  |
| 6    | コンサドーレ札幌   | 57   | 15 | 12 | 15 | 50   | 56   | -6  |

### 第43節
甲府は小瀬陸上競技場（現・JIT リサイクルインク スタジアム）で福岡と、仙台は仙台スタジアム（現・ユアテックスタジアム仙台）で京都と対戦。
福岡はこの試合シーズン18得点を挙げたグラウシオと守備的MFとしてチームに貢献したホベルトの両ブラジル人選手を欠いていたが、攻め急ぐあまり得点が奪えず逆に福岡のプレスサッカーの前に甲府DF陣が崩壊し、前半だけで0-3とリードされる。
仙台は前半を終えて0-0のスコアレスで、このまま引き分けでも甲府との勝ち点差が2に広がり、仮に最終節で引き分け以上であれば甲府が勝利しても得失点差で大きくアドバンテージがあり、3位がほぼ確定するところまできていた。しかし後半18分に京都FWのアレモンに決められ0-1となり、その後も仙台は京都の堅固なる守備の前に得点を挙げることができずに試合終了となった。
小瀬の試合は後半も一方的な展開となり、結局甲府は0-5と福岡の前に大敗した。ホーム最終節、かつ入れ替え戦進出がかかった試合での大敗に甲府サポーターからブーイングが飛んだが、大木武監督はサポーターに対し、「まだ1試合残っています。もっと言えばあと3試合残っていると思います。」と入れ替え戦への意欲を口にした。
| 順位 | クラブ名           | 勝点 | 勝 | 分 | 負 | 得点 | 失点 | 差  |
| ---- | ------------------ | ---- | -- | -- | -- | ---- | ---- | --- |
| 1    | 京都パープルサンガ | 97   | 30 | 7  | 6  | 88   | 38   | +50 |
| 2    | アビスパ福岡       | 77   | 21 | 14 | 8  | 72   | 43   | +29 |
| 3    | ベガルタ仙台       | 67   | 19 | 10 | 14 | 65   | 46   | +19 |
| 4    | ヴァンフォーレ甲府 | 66   | 18 | 12 | 12 | 76   | 63   | +13 |

## 最終節

### 概要
甲府は西京極陸上競技場で京都と、仙台は東平尾公園博多の森球技場（現・ベスト電器スタジアム）で福岡と対戦。この試合仙台は福岡に勝てば甲府の結果に関係なくJ1・J2入れ替え戦に出場できた一方で、甲府は仙台の結果に関係なく京都に勝利しなければ入れ替え戦に進出できない苦しい状況であった（上述の通り甲府が引き分けて仙台が負けでも甲府が3位になる可能性はあったが、得失点差が6も離れていたため現実的ではなかった）。さらに甲府はこの年圧倒的強さでリーグを制した京都に3戦3敗と相性が悪く、既に入れ替え戦出場が確定していた柏レイソルも福岡にスタッフを派遣するなど仙台戦を想定した対策を練っていた。

### 前半
まず試合が動いたのは西京極で前半9分に京都FW田原豊がヘディングシュートで先制するも、前半40分に長谷川が京都DFリカルドのパスミスを狙ってボールを奪い、そのままドリブルシュートを決め同点に追いつく。一方で博多の森は膠着状態となり、ともに得点を挙げることができないまま、前半が終了した。
- 前半終了時の途中経過
  - 甲府1-1京都
  - 仙台0-0福岡

### 後半
後半開始早々の4分に福岡のMF古賀誠史がゴールを決め仙台は先制を許すものの、西京極の試合経過を随時聞いていた仙台の都並敏史監督や選手は落ち着いており、20分にはフリーキックから仙台のDF村上和弘がゴールを決めると選手や仙台サポーターは歓喜に包まれた。その頃西京極は甲府が攻め込むものの得点を挙げることができず時間だけが過ぎていった。
- 後半35分時点の途中経過
  - 甲府1-1京都
  - 仙台1-1福岡

後半40分、山本英臣が倒されフリーキックを得る。藤田がゴールへ向けてボールを上げるとDFアライールが頭で合わせてこのシーズン初ゴールを決め逆転に成功する。甲府逆転の一報はすぐに博多の森にも届き、このままでは入れ替え戦に進出できない仙台は2001年J2最終節で昇格を決めるゴールを挙げた財前宣之など3人のMFを投入して逆転を狙うもこの年鉄壁を誇っていた福岡のゴールを割ることができずそのまま試合終了となった。
一方、このまま守りきれば入れ替え戦出場が決まる甲府は後半ロスタイムに杉山新が抜け出した田原を自陣ペナルティエリア付近で倒し、一発レッドカードで退場、ペナルティエリア付近から直接フリーキックを与えてしまう（フリーキックかペナルティーキックか微妙な位置だった）。杉山が責任を感じてベンチで涙し、ペナルティーキックでないことに美尾敦が主審に食らいつき、さらに倒された田原が秋本倫孝と一触即発状態になるなどプレー中断中にイエローカード3枚が飛び交うほど両軍がエキサイトする中、DF鈴木悟の放ったフリーキックはポストに当たってピンチを脱し、そのまま甲府が2-1で勝利。勝ち点1差で仙台を逆転し、入れ替え戦出場権を得た。
なお甲府にとってはこの年の京都戦の初勝利であり、同時にこの年J2全チームに勝利した。
- 最終結果
  - 甲府2-1京都
  - 仙台1-1福岡

| 順位 | クラブ名           | 勝点 | 勝 | 分 | 負 | 得点 | 失点 | 差  |
| ---- | ------------------ | ---- | -- | -- | -- | ---- | ---- | --- |
| 1    | 京都パープルサンガ | 97   | 30 | 7  | 7  | 89   | 40   | +49 |
| 2    | アビスパ福岡       | 78   | 21 | 15 | 8  | 72   | 43   | +29 |
| 3    | ヴァンフォーレ甲府 | 69   | 19 | 12 | 13 | 78   | 64   | +14 |
| 4    | ベガルタ仙台       | 68   | 19 | 11 | 14 | 66   | 47   | +19 |

### 試合データ
| 2005年12月3日 14:05 |

| 京都パープルサンガ | 1 - 2    | ヴァンフォーレ甲府                |
| 田原豊 9分         | 公式記録 | 長谷川太郎 40分 · アライール 80分 |

| 京都市西京極総合運動公園陸上競技場兼球技場 観客数: 8,803人 主審: 辺見康裕 |

| 京都パープルサンガ |    |            |      |      |
|                    |    |            |      |      |
| GK                 | 26 | 西村弘司   |      |      |
| DF                 | 23 | 大久保裕樹 |      |      |
| DF                 | 03 | リカルド   |      |      |
| DF                 | 02 | 鈴木悟     |      |      |
| DF                 | 04 | 鈴木和裕   | 89分 |      |
| MF                 | 18 | 米田兼一郎 |      |      |
| MF                 | 16 | 斉藤大介   |      |      |
| MF                 | 27 | 加藤大志   | 44分 |      |
| MF                 | 14 | 中払大介   |      | 76分 |
| FW                 | 30 | 松田正俊   |      | 50分 |
| FW                 | 31 | 田原豊     | 77分 |      |
| サブメンバー:      |    |            |      |      |
| GK                 | 21 | 橋田聡司   |      |      |
| MF                 | 17 | 石井俊也   |      |      |
| MF                 | 08 | 美尾敦     |      | 50分 |
| MF                 | 22 | 渡邉大剛   |      |      |
| FW                 | 24 | 小原昇     |      | 76分 |
| 監督               |    |            |      |      |
| 柱谷幸一           |    |            |      |      |

| ヴァンフォーレ甲府 |    |            |      |      |
|                    |    |            |      |      |
| GK                 | 34 | 阿部謙作   | 89分 |      |
| DF                 | 32 | 杉山新     | 89分 |      |
| DF                 | 15 | アライール | 59分 |      |
| DF                 | 02 | 秋本倫孝   | 89分 |      |
| DF                 | 04 | 山本英臣   | 13分 |      |
| MF                 | 28 | 奈須伸也   |      |      |
| MF                 | 08 | 倉貫一毅   |      |      |
| MF                 | 10 | 藤田健     |      |      |
| FW                 | 14 | 石原克哉   |      | 71分 |
| FW                 | 16 | バレー     |      |      |
| FW                 | 18 | 長谷川太郎 |      | 89分 |
| サブメンバー:      |    |            |      |      |
| GK                 | 01 | 松下太輔   |      |      |
| DF                 | 05 | 青葉幸洋   |      | 89分 |
| DF                 | 19 | 池端陽介   |      |      |
| MF                 | 25 | 鈴木健太   |      |      |
| FW                 | 09 | 須藤大輔   | 83分 | 71分 |
| 監督               |    |            |      |      |
| 大木武             |    |            |      |      |

| 2005年12月3日 14:04 |

| アビスパ福岡  | 1 - 1    | ベガルタ仙台  |
| 古賀誠史 49分 | 公式記録 | 村上和弘 65分 |

| 東平尾公園博多の森球技場 観客数: 13,375人 主審: 吉田寿光 |

| アビスパ福岡  |    |            |      |      |
|               |    |            |      |      |
| GK            | 01 | 水谷雄一   |      |      |
| DF            | 31 | 山形辰徳   |      |      |
| DF            | 19 | 長野聡     |      |      |
| DF            | 05 | 千代反田充 |      |      |
| DF            | 03 | アレックス |      |      |
| MF            | 07 | 宮崎光平   |      | 55分 |
| MF            | 22 | 中村北斗   |      |      |
| MF            | 06 | 松下裕樹   |      |      |
| MF            | 14 | 古賀誠史   |      | 64分 |
| FW            | 27 | 田中佑昌   |      |      |
| FW            | 32 | 岡山一成   |      | 74分 |
| サブメンバー: |    |            |      |      |
| GK            | 28 | 塚本秀樹   |      |      |
| DF            | 04 | 川島眞也   |      |      |
| MF            | 10 | 山形恭平   |      | 56分 |
| MF            | 13 | 村主博正   | 84分 | 64分 |
| FW            | 09 | 林祐征     |      | 74分 |
| 監督          |    |            |      |      |
| 松田浩        |    |            |      |      |

| ベガルタ仙台  |    |              |      |      |
|               |    |              |      |      |
| GK            | 22 | 高桑大二朗   |      |      |
| DF            | 14 | 中田洋介     | 82分 | 84分 |
| DF            | 02 | 木谷公亮     | 76分 |      |
| DF            | 05 | 根引謙介     | 49分 |      |
| DF            | 26 | 村上和弘     | 52分 |      |
| MF            | 07 | 千葉直樹     |      |      |
| MF            | 08 | シルビーニョ |      |      |
| MF            | 24 | 大柴克友     | 25分 | 86分 |
| FW            | 30 | 梁勇基       |      | 84分 |
| FW            | 09 | シュウェンク | 73分 |      |
| FW            | 11 | バロン       |      |      |
| サブメンバー: |    |              |      |      |
| GK            | 01 | 小針清允     |      |      |
| MF            | 31 | 富田晋伍     |      | 84分 |
| MF            | 06 | 熊谷浩二     |      | 86分 |
| MF            | 25 | 菅井直樹     |      |      |
| MF            | 10 | 財前宣之     |      | 84分 |
| 監督          |    |              |      |      |
| 都並敏史      |    |              |      |      |

## 入れ替え戦

### 概要
入れ替え戦に進出した甲府の相手はこの年のJ1で16位で2年連続での入れ替え戦となった柏レイソル。奇しくも36年前JSLとの入れ替え戦にて、前身の甲府クラブの昇格を阻んだ日立製作所サッカー部を母体とするクラブである。
柏は当時現役日本代表である玉田圭司をはじめ明神智和、波戸康広、永田充など日本代表経験を持つ選手やその後日本代表に選出される矢野貴章と李忠成、他にも土屋征夫や谷澤達也など日本人選手だけでも錚々たるタレントが揃っており、さらに外国人選手もシーズン中盤に元ブラジル代表のフランサやパリ・サンジェルマンFCに所属していたレイナウドを補強するなど甲府との選手層の差は明らかであった。また前年の入れ替え戦でも福岡に2戦2勝と危なげなく残留を決めており、その福岡より成績が劣っていた甲府が相手であったことから下馬評では柏の有利が予想された。
しかし実際は玉田が疲労骨折のため今シーズンの出場が絶望になり、また明神やフランサも怪我で万全な状況ではないなどチーム状況は思わしくなかった。さらに前年は福岡に対して万全の対策を行なっていたのに対し、今回は入れ替え戦の相手を仙台と想定しその対策を行なっていたがプレースタイルが異なりプロ化後は対戦経験のない甲府が相手になった事で現場が混乱、相手が決定してから入れ替え戦までのわずか3日の間で少ない情報をもとに非公開練習で対策をとらざるを得なかった。同年夏にコーチに就任したラモス瑠偉が選手に檄を飛ばすなどしていたが、12月5日付のスポーツニッポンの記事では選手は明らかに動揺の色を隠せず、練習が終わった後も悲壮感を漂わせている状態であった。
それに対し、逆転で入れ替え戦進出を決めた甲府は柏の入れ替え戦進出が11月26日と早めに決まっていたことから万全な対策をとることが可能で、また報道陣に対し練習を公開するなど余裕を見せ、12月6日付のスポーツニッポンの記事で監督や選手は「いつもどおりのサッカーをするだけ」と強気なコメントを残している。

### 第1戦
| 2005年12月7日 19:04 |

| ヴァンフォーレ甲府          | 2 - 1    | 柏レイソル      |
| 倉貫一毅 25分 · バレー 49分 | 公式記録 | レイナウド 11分 |

| 山梨県小瀬スポーツ公園陸上競技場 観客数: 12,372人 主審: 柏原丈二 |

| ヴァンフォーレ甲府 |    |            |      |      |
|                    |    |            |      |      |
| GK                 | 34 | 阿部謙作   |      |      |
| DF                 | 04 | 山本英臣   |      |      |
| DF                 | 15 | アライール |      | 74分 |
| DF                 | 02 | 秋本倫孝   | 41分 |      |
| DF                 | 05 | 青葉幸洋   |      |      |
| MF                 | 28 | 奈須伸也   | 68分 |      |
| MF                 | 08 | 倉貫一毅   |      |      |
| MF                 | 10 | 藤田健     |      |      |
| FW                 | 14 | 石原克哉   |      | 72分 |
| FW                 | 16 | バレー     |      |      |
| FW                 | 18 | 長谷川太郎 | 22分 |      |
| サブメンバー:      |    |            |      |      |
| GK                 | 01 | 松下太輔   |      |      |
| DF                 | 03 | 津田琢磨   |      | 74分 |
| MF                 | 25 | 鈴木健太   |      |      |
| FW                 | 09 | 須藤大輔   |      | 72分 |
| FW                 | 23 | 山崎光太郎 |      |      |
| 監督               |    |            |      |      |
| 大木武             |    |            |      |      |

| 柏レイソル    |    |            |  |      |
|               |    |            |  |      |
| GK            | 01 | 南雄太     |  |      |
| DF            | 20 | 永田充     |  |      |
| DF            | 04 | 波戸康広   |  |      |
| DF            | 17 | 土屋征夫   |  |      |
| MF            | 15 | 谷澤達也   |  | 84分 |
| MF            | 23 | 大谷秀和   |  |      |
| MF            | 13 | 小林祐三   |  | 71分 |
| MF            | 14 | 大野敏隆   |  |      |
| MF            | 12 | 増田忠俊   |  | 58分 |
| FW            | 18 | 矢野貴章   |  |      |
| FW            | 08 | レイナウド |  |      |
| サブメンバー: |    |            |  |      |
| GK            | 31 | 加藤慎也   |  |      |
| DF            | 32 | 石川直樹   |  |      |
| MF            | 02 | 小林亮     |  | 58分 |
| FW            | 25 | 李忠成     |  | 84分 |
| FW            | 19 | 宇野沢祐次 |  | 71分 |
| 監督          |    |            |  |      |
| 早野宏史      |    |            |  |      |

小瀬陸上競技場での第1戦。リーグ最終節での退場により杉山は出場停止のため、代わりにこの年限りで退団が決まっていた青葉幸洋が先発した。
あいにくの雨模様のなか、前半11分にセットプレーからレイナウドがゴールを決め柏が先制。しかし甲府も負けじと前半25分にアライールのフィードをバレーが折り返し、最後はキャプテン・MF倉貫一毅が決めて同点に追いつき前半を1-1で折り返す。
後半開始直後の3分、甲府は藤田健のロングスローから相手ゴールにたたみかけ、最後はバレーが決め、逆転に成功する。しかしその後は柏ペースとなり、途中宇野沢祐次と李忠成の両FWを投入し、4トップで襲い掛かる。しかし甲府も必死の守りを見せ、後半40分に甲府GK阿部がパックパスをキャッチするというミスによりゴールまでわずか5mのフリーキックを与えるというピンチを迎えるが、これも凌ぎ切りゴールを割らせなかった。
試合終了直前奈須伸也が突破した相手FW矢野貴章にタックルした瞬間競技場が停電し、試合が30分近く中断するというハプニングがあったものの再開後に試合終了となり、甲府は大事なホームゲームでの初戦を白星で飾った。

### 第2戦
| 2005年12月10日 15:04 |

| 柏レイソル                        | 2 - 6    | ヴァンフォーレ甲府                        |
| レイナウド 52分 · 宇野沢祐次 86分 | 公式記録 | バレー 10分, 27分, 53分, 68分, 69分, 87分 |

| 日立柏サッカー場 観客数: 12,013人 主審: 岡田正義 |

| 柏レイソル    |    |            |           |      |
|               |    |            |           |      |
| GK            | 01 | 南雄太     |           |      |
| DF            | 04 | 波戸康広   | 51分      |      |
| DF            | 20 | 永田充     | 33分 49分 |      |
| DF            | 17 | 土屋征夫   | 60分      |      |
| MF            | 14 | 大野敏隆   |           |      |
| MF            | 07 | 明神智和   |           |      |
| MF            | 23 | 大谷秀和   |           | 45分 |
| MF            | 24 | 平山智規   | 19分      | 51分 |
| MF            | 10 | クレーベル |           |      |
| FW            | 08 | レイナウド | 76分      |      |
| FW            | 18 | 矢野貴章   |           | 36分 |
| サブメンバー: |    |            |           |      |
| GK            | 31 | 加藤慎也   |           |      |
| DF            | 32 | 石川直樹   |           |      |
| MF            | 13 | 小林祐三   |           | 51分 |
| FW            | 19 | 宇野沢祐次 |           | 45分 |
| FW            | 11 | フランサ   | 53分      | 36分 |
| 監督          |    |            |           |      |
| 早野宏史      |    |            |           |      |

| ヴァンフォーレ甲府 |    |            |      |      |
|                    |    |            |      |      |
| GK                 | 34 | 阿部謙作   |      |      |
| DF                 | 32 | 杉山新     | 39分 | 89分 |
| DF                 | 15 | アライール | 6分  |      |
| DF                 | 02 | 秋本倫孝   |      |      |
| DF                 | 04 | 山本英臣   |      |      |
| MF                 | 28 | 奈須伸也   | 55分 |      |
| MF                 | 08 | 倉貫一毅   |      |      |
| MF                 | 10 | 藤田健     |      | 80分 |
| FW                 | 14 | 石原克哉   |      |      |
| FW                 | 16 | バレー     |      |      |
| FW                 | 18 | 長谷川太郎 |      | 60分 |
| サブメンバー:      |    |            |      |      |
| GK                 | 01 | 松下太輔   |      |      |
| DF                 | 05 | 青葉幸洋   |      | 89分 |
| DF                 | 19 | 池端陽介   |      | 60分 |
| MF                 | 25 | 鈴木健太   |      | 80分 |
| FW                 | 09 | 須藤大輔   |      |      |
| 監督               |    |            |      |      |
| 大木武             |    |            |      |      |

ホームでの勝利が必須となった柏は第1戦から3人を入れ替えて迎え撃つが、前半10分にクロスのこぼれ球を復帰した甲府DF杉山新が速いクロスをゴール正面に送ると、DFの間で受けたFWバレーがトラップでゴール前に抜け出してゴールに流し込み、早々に先制点を挙げる。さらに27分、ゴール前にドリブルで仕掛けた甲府FW石原克哉を柏MFMF平山智規がペナルティエリア内で倒してしまいPKの判定。これをバレーが決めて2-0とする。柏は36分にFW矢野貴章に替えてこの年鳴り物入りで加入しながらほとんど出番の無かったFWフランサを投入するが得点を返すことが出来ず、2-0のまま前半を終える。
後半4分には、第1戦の敗戦後に「バレーは思ったよりは恐くなかった」 と語っていた柏DF永田充がこの日2枚目のイエローカードを貰い退場処分となり、数的にも不利になる。その後、後半7分にパスをつないでゴール前に迫り、最後はFWレイナウドが倒れ込みながらゴールを決めて1点を返すものの、直後のキックオフから絶妙なパス回しで柏DF陣がボールを触れないまま最後はバレーに試合を決定付ける3点目を決められる。その後も集中が切れてしまったように思える柏の前に甲府攻撃陣は足を休めることはなく、後半23分にはMF藤田健のカットインからのシュートのこぼれ球をバレーが詰めて4点目。さらにその直後にも自陣からのロングボールを中盤で受けたバレーがそのまま切り込んで5点目を挙げ、この時点で野口幸司、エジウソン、中山雅史の3人が持つ1試合個人最多得点記録となる5得点に並ぶ。後半41分に小林祐三からのクロスの流れたところを途中出場の柏FW宇野沢祐次が押し込んで1点を返すが、後半42分に再びカウンターから一人でゴール前に持ち込んだバレーが新記録となる6得点目を挙げ、このまま試合終了。2戦合計8-3で甲府がJ2初の入れ替え戦によるJ1昇格を果たした。一方の柏は1995年のJリーグ加盟から11年目にして初のJ2降格が決定した。